# Iathrippa longicauda
Iathrippa longicauda är en kräftdjursart som först beskrevs av Charles Chilton 1884.  Iathrippa longicauda ingår i släktet Iathrippa och familjen Janiridae. Inga underarter finns listade i Catalogue of Life.